# Ebba Hentze
Ebba Hentze, född 25 september 1930, död 20 maj 2015 i Tórshavn var en färöisk författare. Hon var barnbokförfattare, poet och översättare. Hon fick flera färöiska litteratur- och kulturpriser, inklusive Tórshavns byråds barnkulturpris (Barnamentanarheiðursløn Tórshavnar býráðs) 1984, Mentanarvirðisløn MA Jacobsens (Tórshavns byråds kulturpris) 2006 och Färöarnas kulturpris (Mentanarvirðisløn Landsins) samt stipendier från Danmark och Sverige. Ebba Hentze skrev både på färöiska och danska. Hon var mest aktiv som översättare. Hon översatte flera böcker från färöiska till danska. Medan hon bodde i Danmark översatte hon cirka 70 böcker från engelska, tyska, svenska och norska till danska.

## Biografi
Hentze adopterades och hon växte upp i Tvøroyri. Hennes föräldrar var Peter Christian Pauli Hentze (1891–1971), köpman och Olivia Sophie Skaalum (1888–1976) från Hvalba. Ebba Hentze reste till Danmark som ung för att få en utbildning. Hon tog gymnasieexamen från Statens Kursus i Köpenhamn 1950. Sedan studerade hon litteraturvetenskap och lingvistik vid Köpenhamns universitet. Medan hon studerade på 1950-talet tilldelades hon stipendier så att hon också kunde studera vid universitetet på universitetet i Uppsala, Wien, Rom och Sorbonne. Hon arbetade som publiceringskonsult för Politiken och som litteraturkonsult för Gyldendal. Dessutom har hon arbetat frilans för dansk, svensk och färöisk radio. Hon flyttade tillbaka till Färöarna i slutet av 1970-talet och fick en betydande roll bland författare och andra intellektuella i Tórshavn. Ebba Hentze var medlem i Färöarnas kommitté, som nominerar färöiska böcker till Nordiska rådets litteraturpris.